# S'affranchir
Pour plus de détails, voir Fiche technique et Distribution.
S'affranchir est un film muet français réalisé par Louis Feuillade et sorti en 1913.
Le film fait partie de la série La Vie telle qu'elle est. Il est composé de trois parties :
1. La Conquête du bonheur[1],[2]
2. Sous le ciel d'Italie[3],[4]
3. En garnison[5],[6]

## Fiche technique
- Titre : S'affranchir
- Réalisation : Louis Feuillade
- Scénario : Louis Feuillade
- Photographie :
- Montage :
- Producteur :
- Société de production : Société des Établissements L. Gaumont
- Société de distribution :  Comptoir Ciné-Location (C.C.L)
- Pays de production :  France
- Langue : film muet avec les intertitres en français
- Métrage :
- Format : Noir et blanc — 35 mm — 1,33:1 — Muet
- Genre : Film dramatique
- Durée :
- Dates de sortie : 
  - France : août 1913

## Distribution
- Georges Melchior : le sous-officier Michel
- René Navarre : le colonel Verneaux
- Edmond Bréon : l'oncle César
- Maurice Luguet : le ministre
- Renée Carl : Rosa Alba
- Madame Steyaert : la mère
- Germaine Ety : la servante